# Okrouhlá Radouň
Pour les articles homonymes, voir Okrouhlá.
Okrouhlá Radouň (en allemand : Scheiben Radaun) est une commune du district de Jindřichův Hradec, dans la région de Bohême-du-Sud, en République tchèque. Sa population s'élevait à 189 habitants en 2020.

## Géographie
Okrouhlá Radouň se trouve à 8 km à l'est-sud-est de Deštná, à 11 km au nord de Jindřichův Hradec, à 49 km au nord-est de České Budějovice et à 102 km au sud-sud-est de Prague.
La commune est limitée par Horní Radouň au nord, par Dívčí Kopy et Hadravova Rosička à l'est, par Nová Včelnice, Jarošov nad Nežárkou et Kostelní Radouň au sud et par Lodhéřov à l'ouest.

## Histoire
La première mention écrite du village date de 1389.

## Source
- (cs) Cet article est partiellement ou en totalité issu de l’article de Wikipédia en tchèque intitulé « Okrouhlá Radouň » (voir la liste des auteurs).